# Дельта річки Кизилирмак

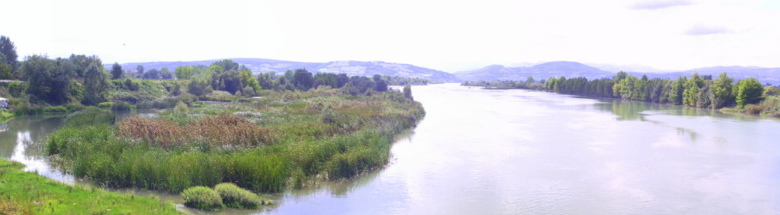
Дельта річки Кизилирмак

Дельта річки Кизилирмак — найбільша заболочена ділянка в Туреччині, що представляє собою дельту річки Кизилирмак (Чорноморський регіон). Займає площу близько 56000 гектарів. Адміністративно знаходиться біля міст Енгіз, Бафра, Алачам, що знаходяться в районі Атакум мулу (області) Самсун.
Згідно Рамсарській Конвенції або Конвенції про водно-болотні угіддя, дельта річки Кизилирмак має міжнародне значення головним чином як середовища існування водоплавних птахів. Рівнинні ділянки дельти річки зайняті сільськогосподарськими угіддями. Ділянка має важливе значення для збереження біорізноманіття рослин і птахів.
Область охороняється як така, що має статус «дикої природи».
Наносний мул і пісок річки утворює озера (Бафра, Балик, Геллері), ставки і болота, відокремлені від моря природними піщаними дюнами. Піщані дюни досягають висоти 7-8 метрів.

## Біологія

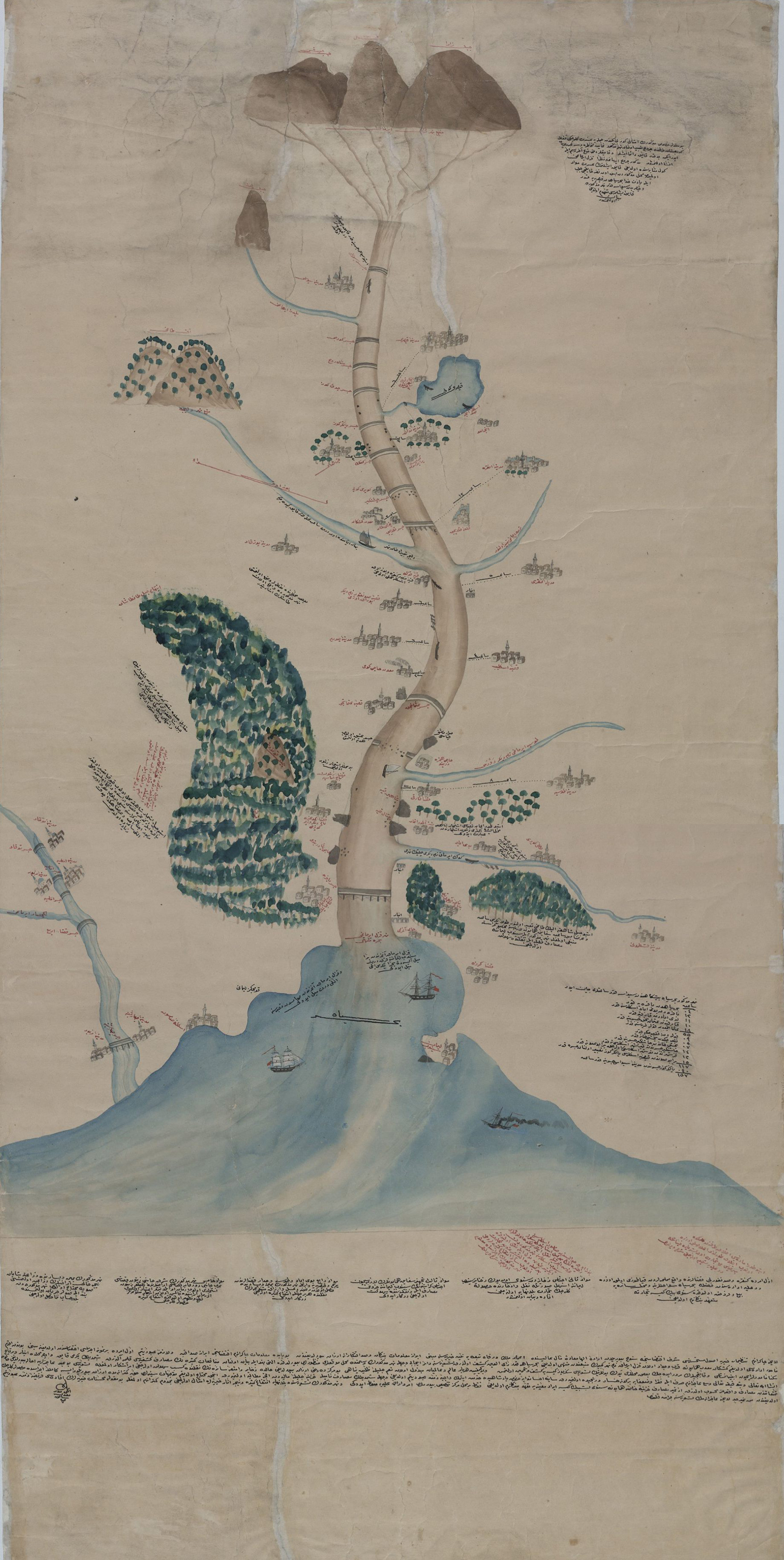
План річки Кизилирмак, 1923 рік

Природні умови району дельти річки — близькість до моря, озера, річки, боліт, очеретів, лісів, дюн, луків, пасовищ і сільгоспугіддя, м'який клімат і багатий на поживні елементи грунт — сприяють великій різноманітності в районі флори і фауни. У районі розташовані сім озер, найбільшими з яких є Карабогаз, Черрі, Харбор, Гізі. Вода в озерах солонувата, середня глибина становить близько 1,5 метри. Навесні від розливу річки води озер з'єднуються.

### Рослинність
З рослин у районі поширений очерет, комиш, водяний гіацинт, лілії. Зустрічаються молочай, коров'як, суничне дерево, лавр, самшит, рододендрон, верес, журавлина та інше.

### Птахи
У районі мешкає близько 1100 видів птахів, частина з них занесена до Червоної книги. Це кучерявий пелікан, карликовий баклан, могильник і інші. Багато птахів прилітає сюди на зиму.
У районі зустрічаються білий лелека, чорний лелека, руда чапля, сіра качка, кроншнеп, червоний нирок, тиркушка лугова, крячок малий, морський орел і інші.

### Риби
У дельті живуть осетрові, кизилирмацький афаніус, які можуть мігрувати вгору за течією річки Кизилирмак.